# Atrophaneura polla
De Nicéville's Windmill Atrophaneura polla là một loài bướm ngày được tìm thấy ở Ấn Độ thuộc họ Papilionidae.
Loài này phân bố ở đông bắc Ấn Độ, Myanma (đông Bhamo và Bernardmyo của Shan states), miền bắc Thái Lan, miền bắc Lào và tây nam Trung Quốc. Ở Ấn Độ, nó đượoc tìm thấy ở các bang Assam, Arunachal Pradesh, Manipur và các đồi Chin ở Nagaland.

## Hiện trang
Đây là loài hiếm và được luật pháp Ấn Độ bảo vệ.

## Hình ảnh

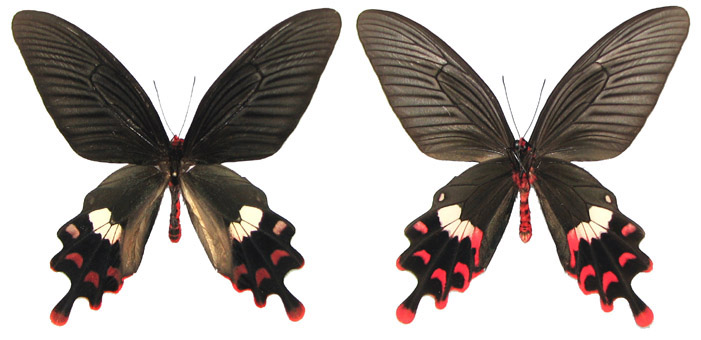
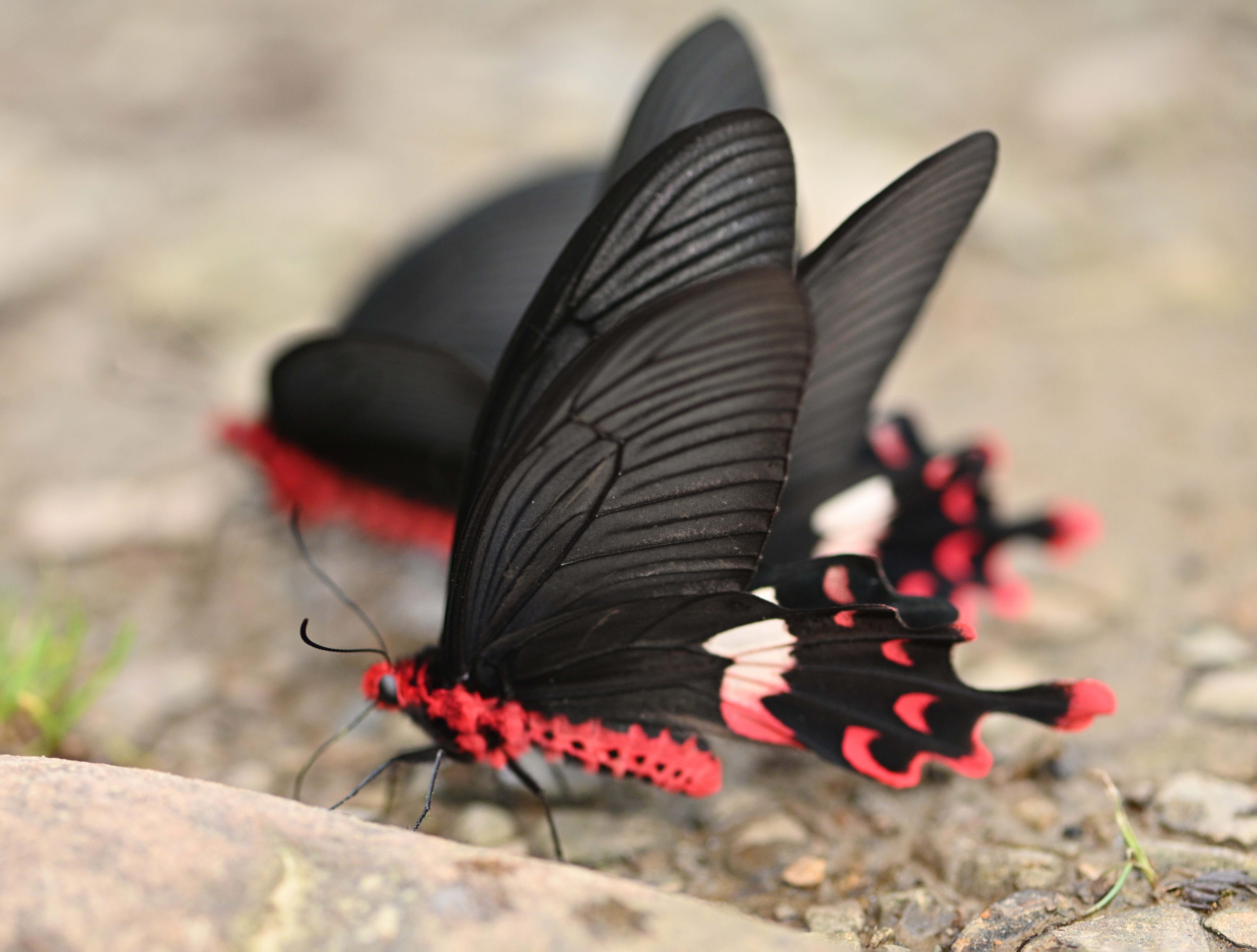